# Alfredo Ravasco

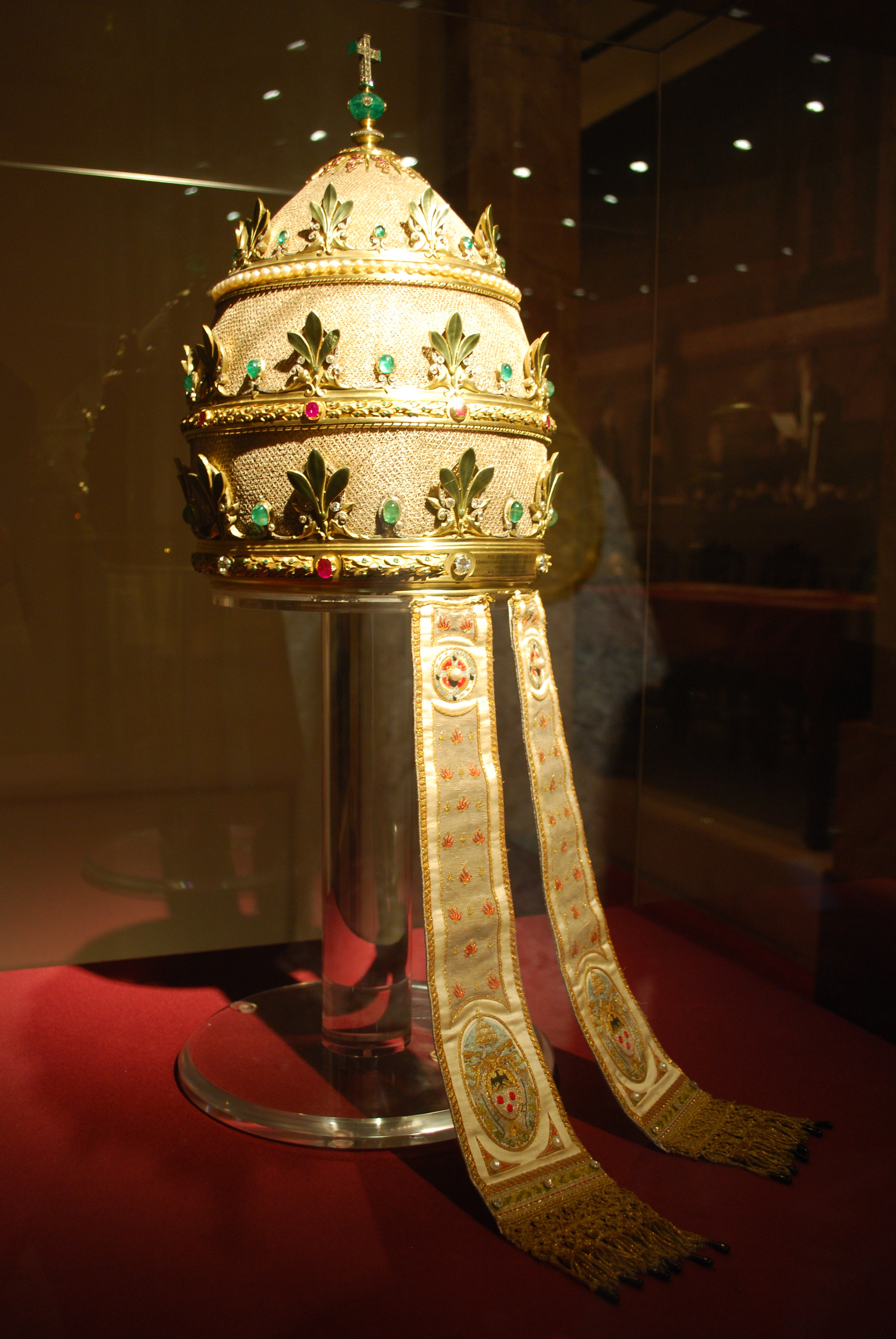
Tiara für Papst Pius XI.

Alfredo Ravasco (* 1873 in Genua; † 1958 in Ghiffa) war ein italienischer Goldschmied und Künstler.
Er studierte Kunst an der Akademie der Schönen Kunst in Brera und perfektionierte sein handwerkliches Geschick auf Reisen in Italien und im Ausland. Er schuf unter anderem hochwertige Gebrauchsgegenstände aus einer Zusammenstellung von Schmucksteinen und ungewöhnlichen Materialien, wie etwa Stoffen. Er fertigte eine Tiara für Papst Pius XI., Schatullen und Etuis für das Allerheiligste von Rom und den Goldaltar Vuolvinio in Sankt Ambrosius in Mailand. Für den Codex Atlanticus schuf er einen Buchkasten aus Bergkristall.
| Personendaten    | Personendaten             |
| ---------------- | ------------------------- |
| NAME             | Ravasco, Alfredo          |
| KURZBESCHREIBUNG | italienischer Goldschmied |
| GEBURTSDATUM     | 1873                      |
| GEBURTSORT       | Genua                     |
| STERBEDATUM      | 1958                      |
| STERBEORT        | Ghiffa                    |